# Communes de la province de Prato
- Haut – A
- B
- C
- D
- E
- F
- G
- H
- I
- J
- K
- L
- M
- N
- O
- P
- Q
- R
- S
- T
- U
- V
- W
- X
- Y
- Z

## C
- Cantagallo
- Carmignano

## M
- Montemurlo

## P
- Poggio a Caiano
- Prato

## V
- Vaiano
- Vernio